# Erik Granfelt
Erik Gustaf Granfelt (ur. 17 listopada 1883 w Sztokholmie, zm. 18 lutego 1962 w Täby) – szwedzki sportowiec, dwukrotny olimpijczyk. Brat Nilsa.
Po raz pierwszy wystąpił na Olimpiadzie Letniej 1906 w Atenach, zorganizowanej z okazji dziesięciolecia nowożytnych igrzysk. Wystąpił w szwedzkiej reprezentacji podczas zawodów przeciągania liny. W pierwszej rundzie przegrali oni z klubem Omas Helliniki, jednak w meczu o trzecie miejsce jego drużyna zdobyła brązowy medal z wynikiem 2:0.
Dwa lata później, na Letnich Igrzyskach Olimpijskich 1908 w Londynie zdobył złoty medal w drużynowych zawodach gimnastycznych.